# مبنى دوكومو يويوجى
مبنى دوكومو يويوجى ناطحة سحاب تقع في شينجوكو طوكيو، اليابان. يصل ارتفاعة إلى240 متر (790 قدم)، هو رابع أطول مبنى في طوكيو.
مبنى دوكومو يويوغي المملوك من قبل شركة الاتصالات إن تي تي دوكومو يحتوي المبنى على بعض المكاتب، ولكنه يستخدم بشكل أساسي لتخزين المعدات التقنية.
خلال الاحتفال بالذكرى العاشرة لتأسيس Docomo، تم تشغيل الساعة في نوفمبر 2002 الموجودة أعلى المبنى وقطرها 15 مترا.
تُستخدم الطاقة الشمسية جزئيًا لتشغيل المبنى. يساعد نظام فصل النفايات المستخدم في المكاتب على تقليل النفايات وزيادة معدل إعادة التدوير وكذلك يتم إعادة تدوير المياه العادمة لإعادة استخدامها، ويتم إعادة استخدام مياه الأمطار لمراحيض المبنى.

## معرض الصور

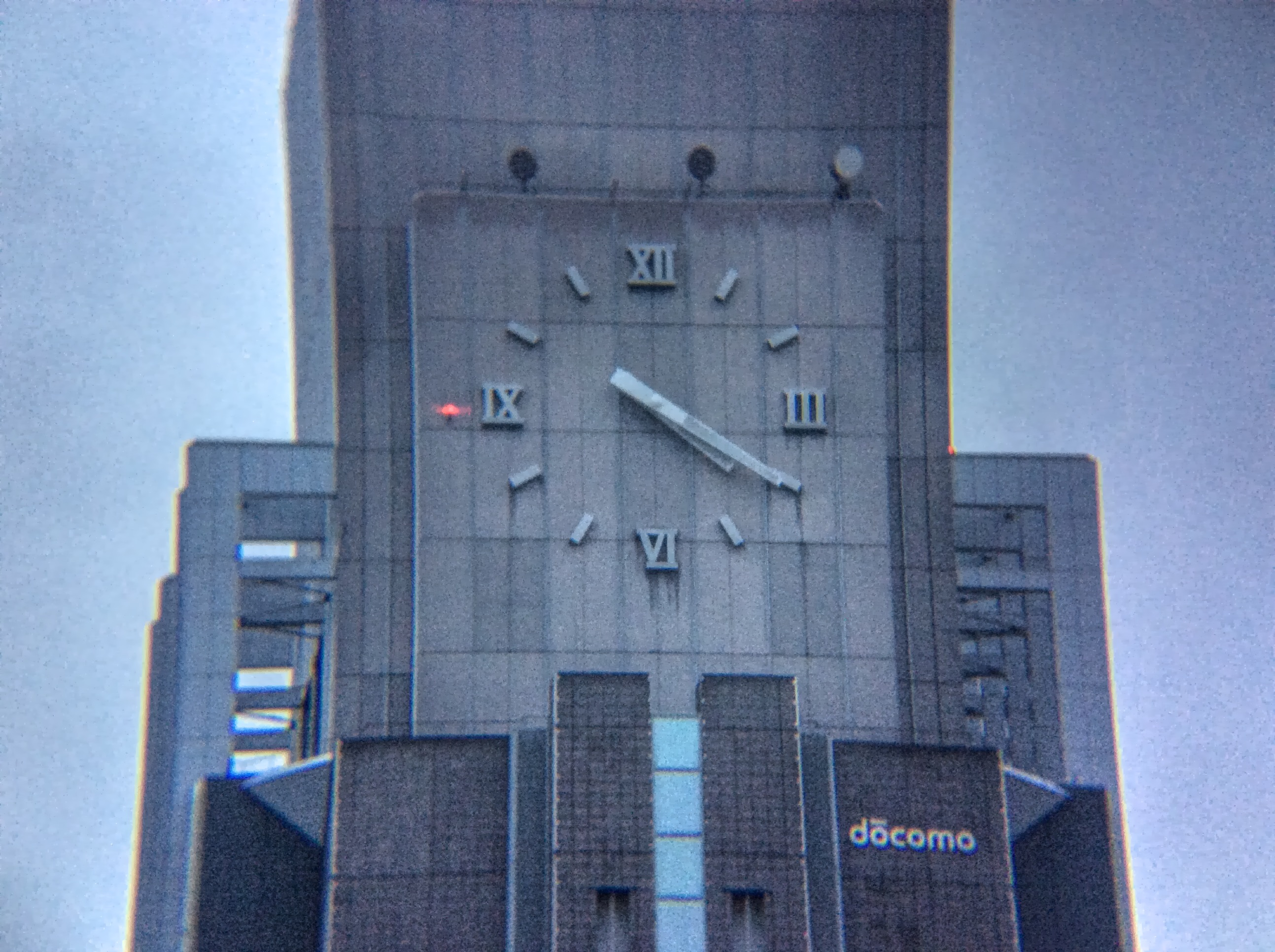
صورة للساعة اعلى المبنى

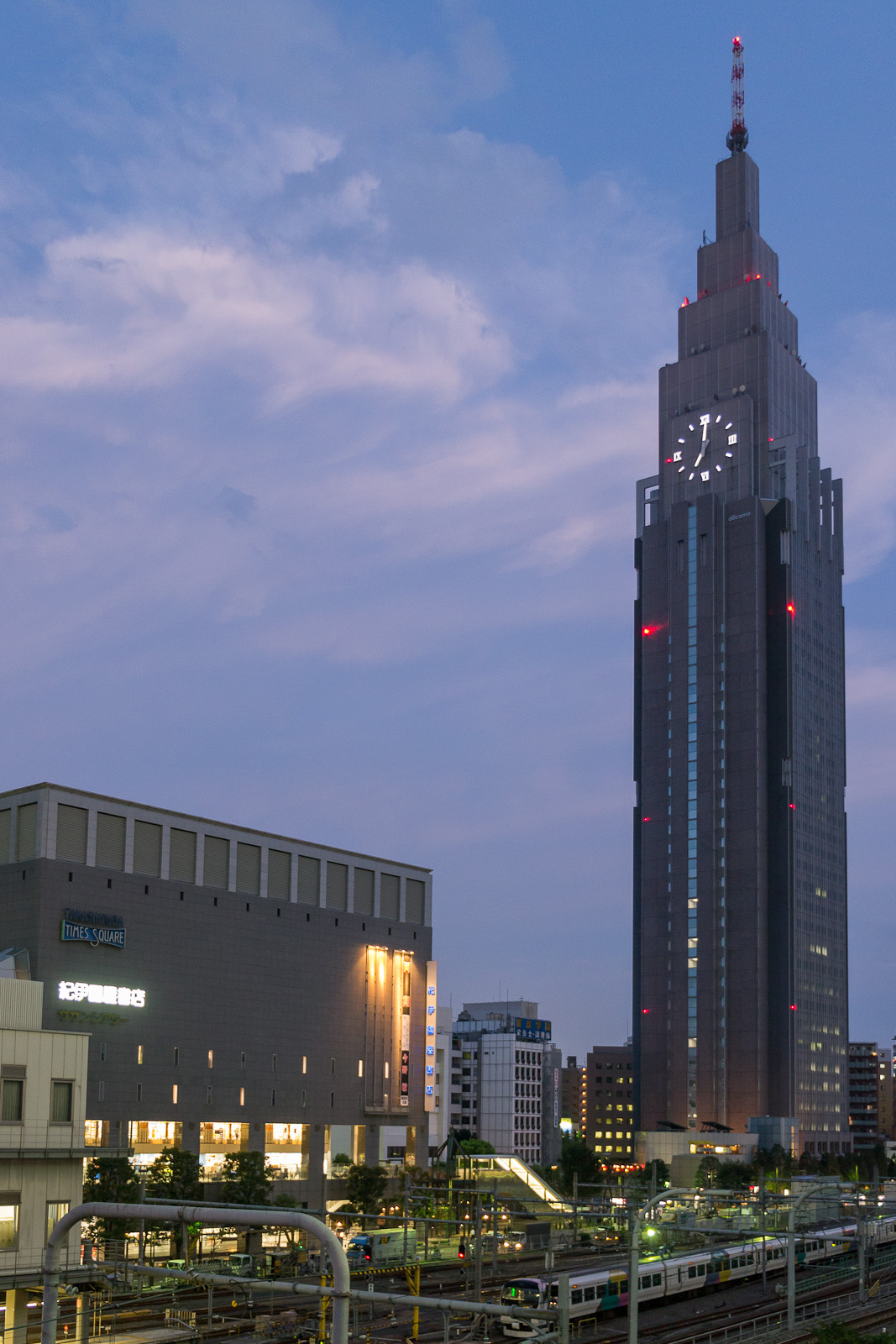
منظر ليلي للمبنى
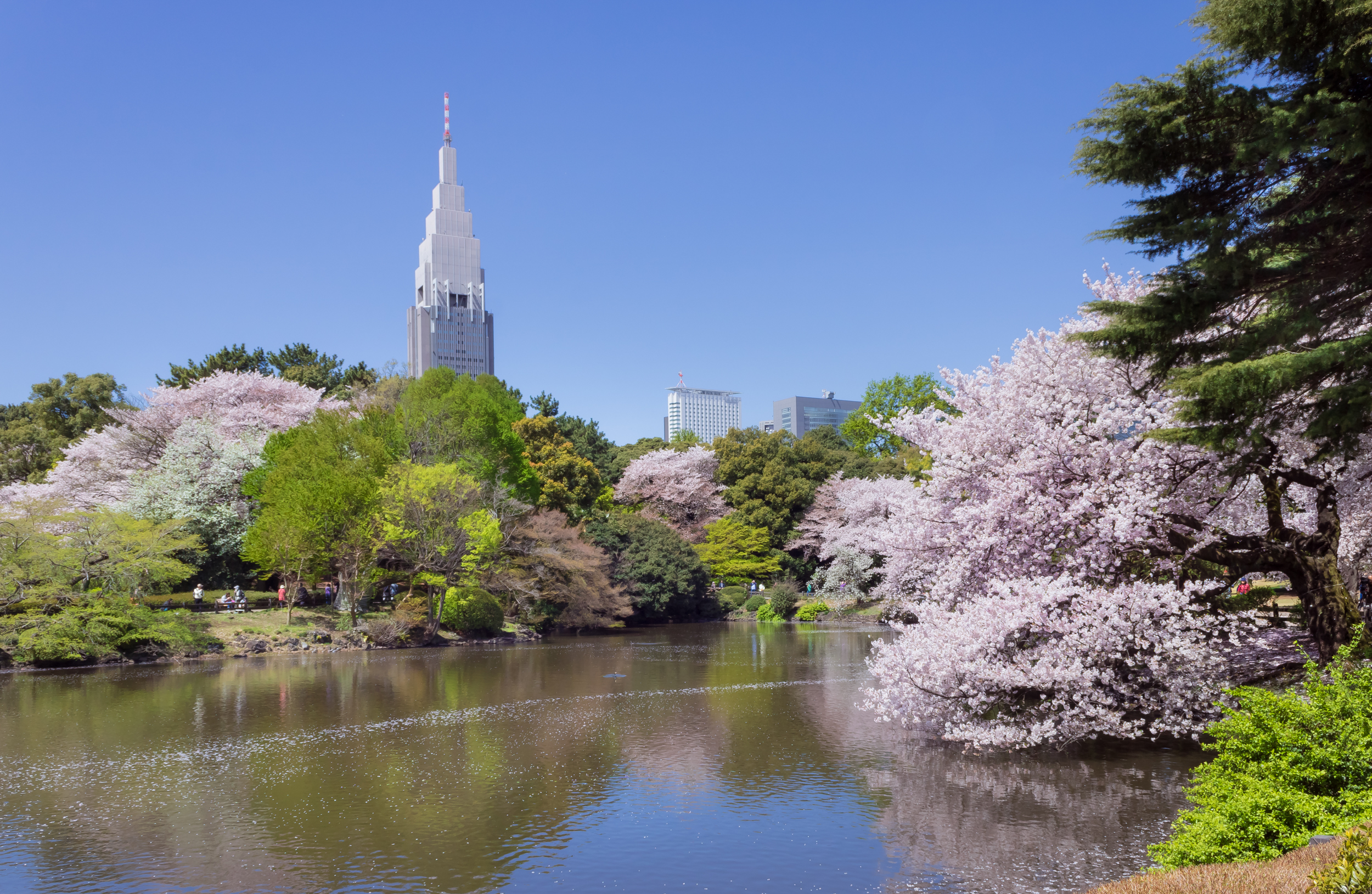
البرج من حديقة شينجوكو جيوين الوطنية
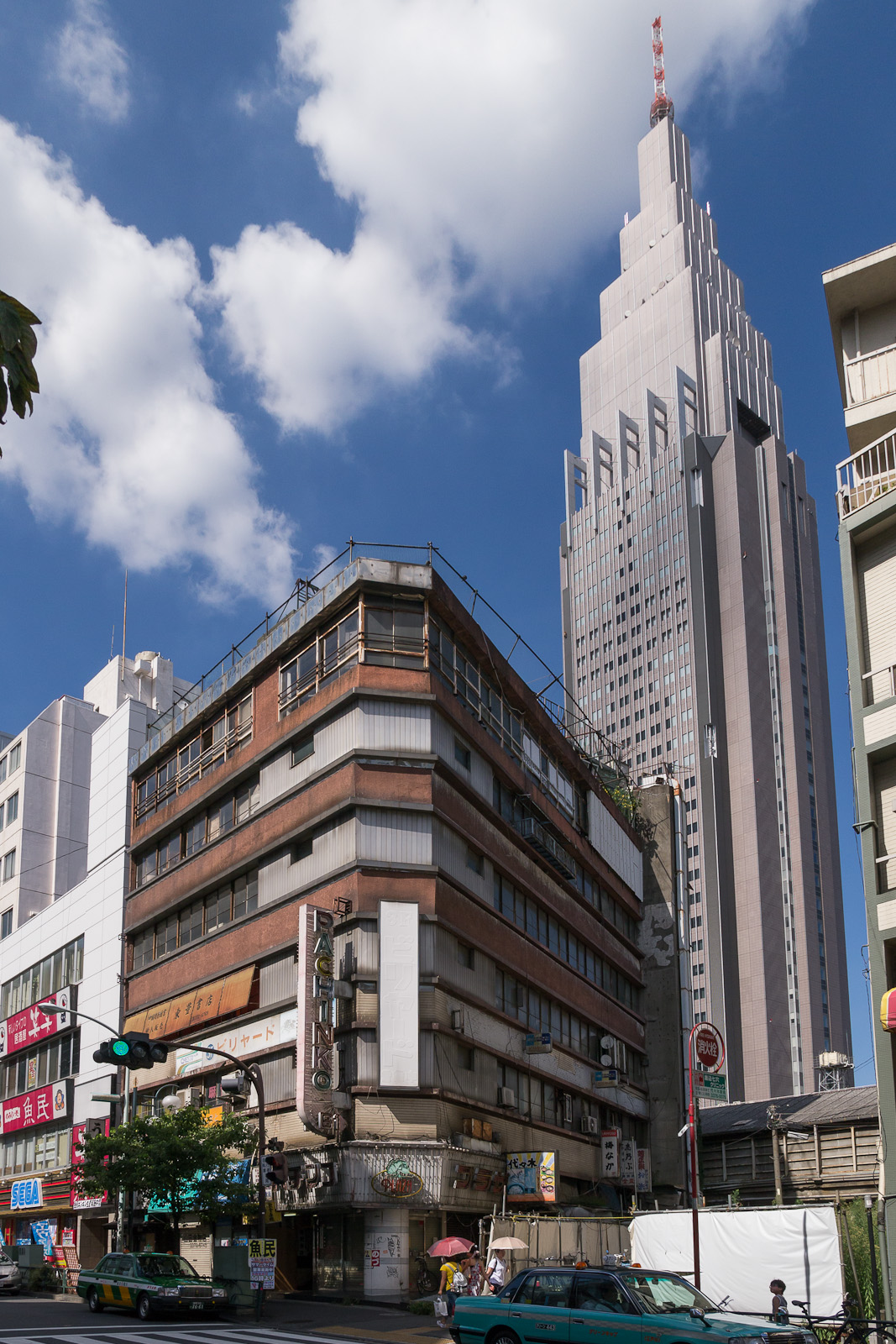
صورة جانبية للمبنى
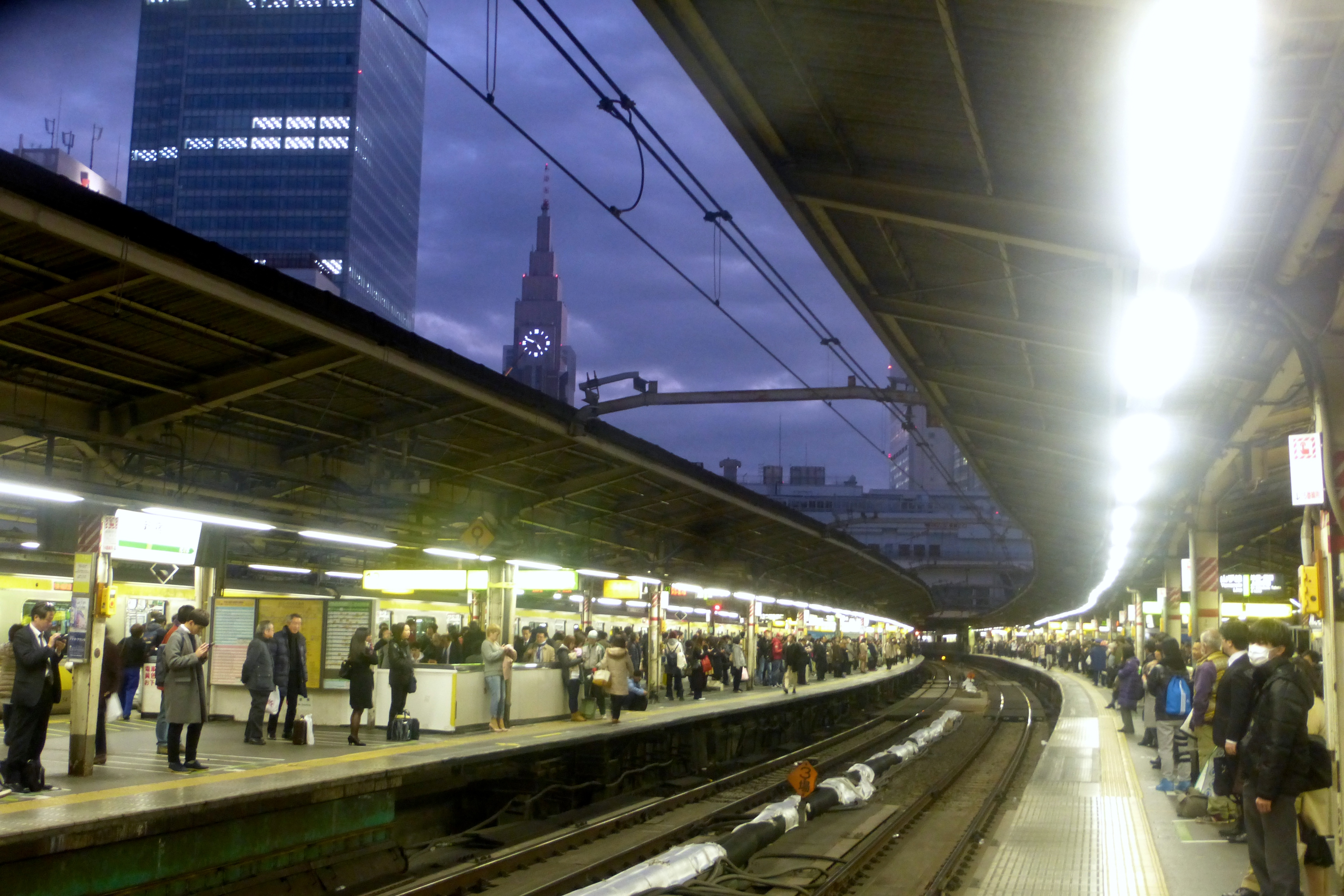
عرض الساعة من محطة شينجوكو
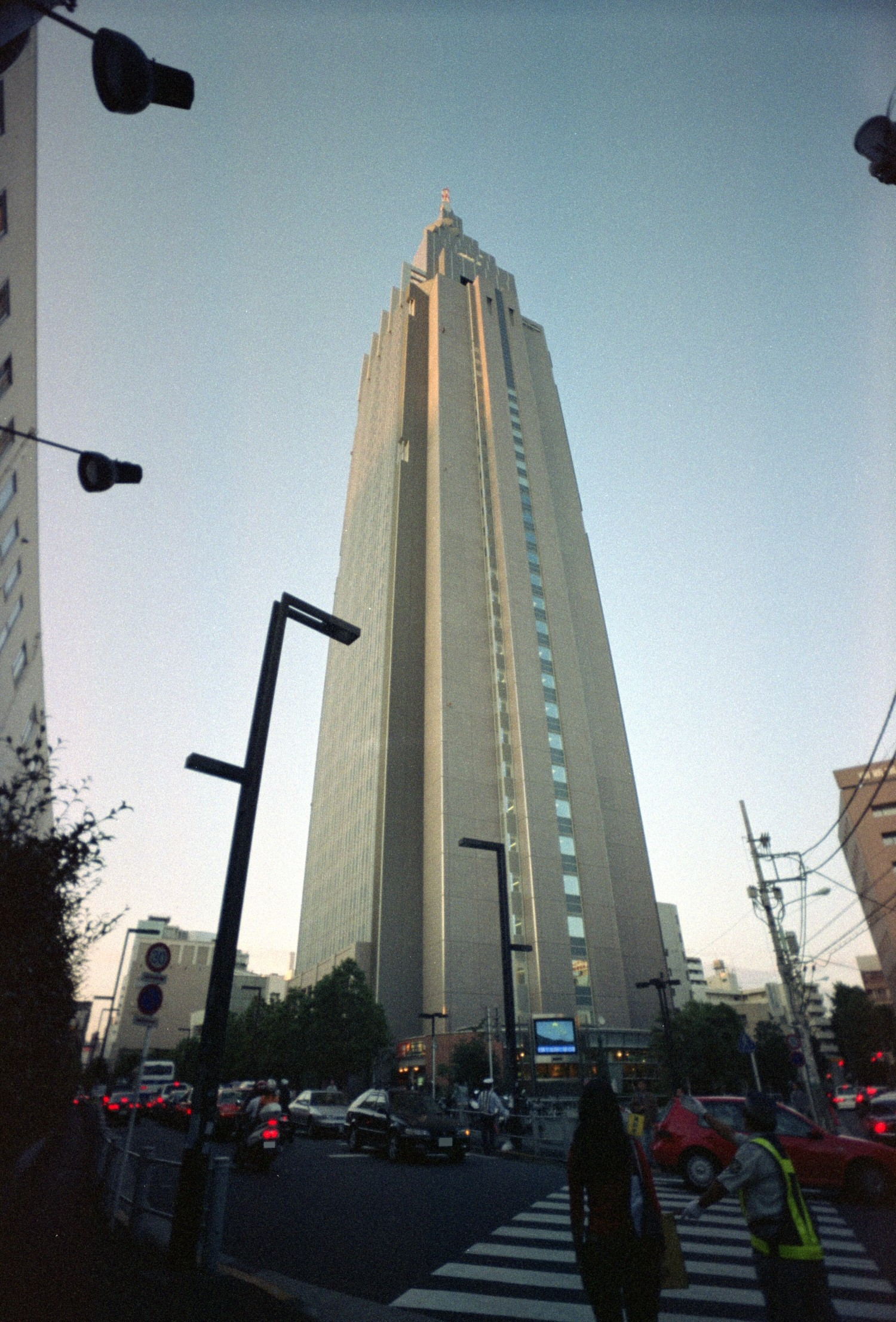
Ground level view from Yoyogi station east

- قائمة أطول المباني والهياكل في العالم